# Aluminossilicato

Diagrama de fases de um aluminossilicato.

Minerais de aluminossilicato são compostos de alumínio, silício  e oxigênio. Eles são um importante componente do caulino e outros minerais de argila.
Andaluzita, cianita e silimanita são minerais de aluminossilicato de ocorrência natural, que possuem a composição Al2SiO5. O ponto triplo dos três polimorfos encontra-se à temperatura de 500 ºC e à  pressão em 0,4 GPa. Estes três minerais são comumente usados como mineral-índice em rochas metamórficas.
Os minerais de aluminossilicatos hidratados são referidos como zeólitos e são estruturas porosas que são materiais que ocorrem naturalmente.